# Mobilhydraulik
Mobilhydraulik, är ett begrepp som används i kommersiella sammanhang inom hydraultekniken som hänförs till applikationsområdet för ett visst sortiment av hydraulkomponenter. Exempel på mobilhydraulik är hydraulpumpar, hydraulventiler och hydraulcyindrar som används på en grävmaskin för anläggningsarbeten.